# Rugby Americas North Championship 2018
La Rugby Americas North Championship de 2018 fue la 11.ª edición del torneo que organiza la Confederación Norteamericana.
Este año no participaron Guyana y México porque disputarán la primera edición del Americas Rugby Challenge junto a Colombia y Paraguay. Otra modificación fue la de incluir 3 divisiones, el Championship es el de mayor nivel, los otros son el Cup y el Trophy.
En el quinto partido del torneo las Islas Caimán recibían a Trinidad y Tobago, sin embargo, el equipo visitante anunció que no asistiría. El partido no se reprogramó y fue cancelado, a su vez Trinidad y Tobago fue expulsado del certamen. Otra consecuencia de esto fue la de invalidar los resultados de los partidos ya disputados por los Calypso Warriors para hacer justicia en la contienda en el que el ganador tendrá la posibilidad de disputar la Americas Rugby Challenge del 2019.

## Equipos participantes
- Selección de rugby de Bermudas
- Selección de rugby de Islas Caimán (Cayman)
- USA South (Panthers)

Selección expulsada del torneo:
- Selección de rugby de Trinidad y Tobago (The Calypso Warriors)

## Posiciones
| Pos. | Equipo       | Encuentros | Encuentros | Encuentros | Encuentros | Tantos  | Tantos    | Tantos     | Puntos Bonus | Puntos Totales |
| Pos. | Equipo       | jugados    | ganados    | empatados  | perdidos   | a favor | en contra | diferencia | Puntos Bonus | Puntos Totales |
| ---- | ------------ | ---------- | ---------- | ---------- | ---------- | ------- | --------- | ---------- | ------------ | -------------- |
| 1    | USA South    | 2          | 2          | 0          | 0          | 90      | 42        | + 48       | 2            | 10             |
| 2    | Islas Caimán | 2          | 1          | 0          | 1          | 34      | 61        | - 27       | 0            | 4              |
| 3    | Bermudas     | 2          | 0          | 0          | 2          | 47      | 68        | - 21       | 2            | 2              |

Nota: Se otorgan 4 puntos al equipo que gane un partido y 2 al que empate
Puntos Bonus: 1 punto por convertir 4 tries o más en un partido y 1 al equipo que pierda por no más de 7 tantos de diferencia

## Resultados
| 12 de mayo, 15:00 | Bermudas | 28 - 48 | USA South | BDA National Sports Centre, Devonshire, Bermudas |  |
|                   |          | Reporte |           |                                                  |  |

| 19 de mayo, 16:00 | Trinidad y Tobago | 27 - 24 | Bermudas | St Anthony's College, Diego Martín, Trinidad y Tobago |  |
|                   |                   | Reporte |          |                                                       |  |

| 9 de junio, 16:00 | Islas Caimán | 20 - 19 | Bermudas | Truman Bodden Stadium, George Town, Islas Caimán |  |
|                   |              | Reporte |          |                                                  |  |

| 16 de junio, 16:00 | Trinidad y Tobago | 34 - 33 | USA South | St Mary's College Ground, Puerto España, Trinidad y Tobago |  |
|                    |                   | Reporte |           |                                                            |  |

| 23 de junio | Islas Caimán | Cancelado | Trinidad y Tobago |  |  |
|             |              | Reporte   |                   |  |  |

| 7 de julio, 12:30 | USA South | 42 - 14 | Islas Caimán | Old White Rugby Facility, Atlanta, Estados Unidos |  |
|                   |           | Reporte |              |                                                   |  |

| Bandera de Estados Unidos |
| Campeón USA South         |
| Tercer título             |